# Jaime Bergman
Jaime Bergman (Salt Lake City, Utah; 23 de septiembre de 1975) es una modelo y actriz estadounidense que fue Playmate desde enero de 1999 en la revista playboy para su 45 aniversario. Además de su aparición en la revista también lo hizo en varios videos playboy y ediciones especiales de la revista.
Está casada con David Boreanaz (Buffy, Angel, Bones) desde el 24 de noviembre de 2001. Tiene dos hijos fruto de la pareja, llamados Jaden (Jaden Rayne Boreanaz, nacido el 1 de mayo de 2002) y Bella (Bardot Vita Boreanaz, nacida el 31 de agosto de 2009), chico y chica respectivamente.

## Filmografía

### Televisión
| Año       | Programa                     | Episodio/s                        | Papel         |
| --------- | ---------------------------- | --------------------------------- | ------------- |
| 2004      | Angel                        | Time Bomb                         | Amanda        |
| 2004      | Todo es Relativo             | Who's Camping Now                 | Sasha         |
| 2002      | Dawson's Creek               | Ego Tripping at the Gates of Hell | Denise        |
| 2000–2002 | Son of the Beach             | 42 episodios                      | B.J. Cummings |
| 2000      | Shasta McNasty               | Leo Is a Pain In My Ass           | Chica #2      |
| 2000      | Brutally Normal              | Mouth Full of Warm Roses          | Merrill       |
| 1999      | Sensación de vivir           | The Loo-Ouch                      | Trish Jansen  |
| 1999      | The Love Boat: The Next Wave | Trances of a Lifetime             | Mujer         |

### Cine
| Año  | Película                         | Papel                     |
| ---- | -------------------------------- | ------------------------- |
| 2009 | Wiffler: The Ted Whitfield Story | Kim Domínguez             |
| 2004 | Boa vs. Python                   | Mónica                    |
| 2004 | DysEnchanted                     | Alice                     |
| 2003 | Knee High P.I.                   | Candi MacIntyre           |
| 2003 | Dark Wolf                        | McGowan                   |
| 2003 | Pauly Shore Is Dead              | Zoey Abernacky            |
| 2001 | Soulkeeper - El alma del diablo  | Buxom Blonde              |
| 2001 | Virgins                          | Melissa                   |
| 2000 | Daybreak a.k.a. Rapid Transit    | Suzy                      |
| 2000 | 60 segundos                      | Mujer rubia en la carrera |
| 1999 | Un Domingo Cualquiera            | Chica en la fiesta        |
| 1999 | Adicto a la Velocidad            | Bomba sexy #1             |

## Apariciones enEdiciones Especiales de Playboy
- Playboy's Playmate Review  - Agosto 2000 - pags 4-11.
- Playboy's Playmates in Bed  - Octubre 2000 - pags 10-13.
- Playboy's Wet & Wild  - Enero 2001 - pags 2-3 & 44-45.
- Playboy's Sexy Celebrities  - Febrero 2001 - pags 48-51.
- Playboy's Nude Playmates  - Abril 2001 - pags 60-63.
- Playboy's Book of Lingerie  - Mayo 2001 - pags 76-79.